# Jared Leto
Jared Joseph Leto (født 26. december 1971, Bossier City, Louisiana, USA) er en amerikansk skuespiller og musiker, kendt fra film som Alexander, Requiem for a Dream, Fight Club, Lord of War, Suicide Squad, Morbius og flere andre. Han var også med i ungdomsserien My So-called Life. I 2014 vandt Leto både en Golden Globe og Oscar for sin birolle i filmen Dallas Buyers Club.
Ud over at være en kendt skuespiller er han musiker; dette kommer til udtryk i rockbandet 30 Seconds to Mars, som består af ham selv som forsanger, hans bror Shannon Leto på trommer og Tomo Miličević på guitar. Matt Watcher var også en stor del af bandet i årene fra 2001-2007, men valgte at stoppe som medlem i bandet for at tilbringe mere tid sammen med sin familie.
Han har været forlovet med Cameron Diaz, men de gik fra hinanden i 2002. Jared har været kærester med mange kendte 'stjerner'.
Jared Leto instruerer selv nogle af sin rockgruppes musikvideoer. Blandt andre har har han instrueret videoen til sangen "From Yesterday".
Leto, der er vegetar, er interesseret i snowboarding og skateboarding.[kilde mangler]

## Uddannelse
- Newton North High School
- Flint Hill Preparatory, Oakton, Virginia
- Emerson Preparatory, Washington, DC
- University of the Arts i Philadelphia, Pennsylvania.
- School of Visual Arts, New York; med film som hovedlinje. Her lavede han sin egen film, «Crying Joy».

## Filmografi
- Cool and the Crazy, 1994 (fjernsyn) som Michael
- My So-Called Life, 1994 (fjernsynsserie) som Jordan Catalano
- How to Make an American Quilt, 1995 som Beck
- The Last of the High Kings, 1996 som Frankie Griffin
- Switchback, 1997 som Lane Dixon
- Prefontaine, 1997 som Steve Prefontaine
- The Thin Red Line, 1998 som Second Lieutenant Whyte
- Urban Legend, 1998 som Paul Gardener
- Basil, 1998 som Basil
- Girl, Interrupted, 1999 som Tobias 'Toby' Jacobs
- Fight Club, 1999 som Angel Face
- Black and White, 1999 som Casey
- Sunset Strip, 2000 som Glen Walker
- Requiem for a Dream, 2000 som Harry Goldfarb
- American Psycho, 2000 som Paul Allen
- Panic Room, 2002 som Junior
- Highway, 2002 som Jack Hayes
- Alexander, 2004 som Hefaistion
- Phone Booth, 2004 som skuespiller
- Lord of War, 2005 som Vitaly Orlov
- Lonely Hearts, 2006 som Raymond Fernandez
- Chapter 27, 2007 som Mark David Chapman
- Mr. Nobody, 2009 som Nemo Nobody
- Dallas Buyers Club, 2013 som Rayon
- Suicide Squad, 2016 som Jokeren
- Blade Runner 2049, 2017 som Wallace